# خوسيه أندريس
خوسيه أندريس (بالإسبانية: José Andrés)‏ هو مقدم تلفزيوني وطاهي إسباني وأمريكي، ولد في 13 يوليو 1969 في مييريس في إسبانيا. يمتلك مطاعم في عدة مدن في جميع أنحاء الولايات المتحدة، وقد فاز بعدد من الجوائز للطهي وعمله الإنساني. وهو أستاذ ومؤسس معهد الغذاء العالمي بجامعة جورج واشنطن. مؤسس منظمة المطبخ المركزي العالمي (WCK)، وهي منظمة غير ربحية مكرسة لتقديم وجبات الطعام في أعقاب الكوارث الطبيعية. حصل على وسام العلوم الإنسانية الوطنية لعام 2015 في حفل أقيم في البيت الأبيض عام 2016 لعمله مع المطبخ المركزي العالمي. بالإضافة إلى ذلك، حصل على الدكتوراه الفخرية من جامعة جورج تاون، وجامعة جورج واشنطن، وجامعة هارفارد، وجامعة تافتس. وفي مارس 2022، تم تعيينه رئيسًا مشاركًا لمجلس رئيس الولايات المتحدة المعني بالرياضة واللياقة البدنية والتغذية.

## نشأته
ولد خوسيه رامون أندريس بويرتا يوم 13 يوليو 1969 في ميريس، أستورياس، إسبانيا، انتقلت عائلته إلى كاتالونيا عندما كان في السادسة من عمره. التحق بمدرسة الطهي في برشلونة في سن 15 عامًا، وعندما احتاج إلى إكمال خدمته العسكرية الإسبانية في سن 18 عامًا، تم تعيينه لطهي الطعام لأميرال. التقى بالشيف فيران أدريان في برشلونة، وعمل لمدة ثلاث سنوات في مطعمً آل بولي من عام 1988. في ديسمبر 1990، طردته أدريا من العمل وبعدها قرر الانتقال إلى الولايات المتحدة.

## روابط خارجية
- خوسيه أندريس على موقع IMDb (الإنجليزية)
- خوسيه أندريس على موقع قاعدة بيانات الفيلم (الإنجليزية)